# Plastifiant pour matériau cimentaire
Pour les articles homonymes, voir Plastifiant.
Un plastifiant ou réducteur d'eau est un adjuvant pour matériaux cimentaires tels que les coulis, les mortiers de ciment et les bétons de ciment. Il est utilisé pour diminuer la quantité d’eau présente à l’état frais et ainsi augmenter leur résistance mécanique à l’état durci. Ces adjuvants interviennent par la réduction du rapport E/C (eau/ciment). Les plastifiants sont ajoutés aux matériaux cimentaires à des ratios entre 0,3 et 0,6 % de la masse de ciment utilisé.
Les plastifiants ont un mode d'action similaire à celui des superplastifiants mais il se produit avec une intensité bien moins importante.

## Composition
Les familles les plus courantes de plastifiants du béton sont :
- les lignosulfonates tels que le lignosulfonate de calcium ;
- les composés à base de naphtalènes ;
- les composés à base de mélamines ;
- les copolymères vinyliques.

## Mécanisme
L’eau joue deux rôles dans les matériaux cimentaires : réactif et véhicule. Pour améliorer les performances mécaniques de ces matériaux, il faut réduire la quantité l’eau jouant le rôle de véhicule car son évaporation provoque la formation de pores.
Les plastifiants augmentent la fluidité de ces matériaux à l’état frais, ce qui permet de diminuer la proportion d’eau. En s’adsorbant à la surface des particules de ciment ou en se positionnant entre elles, les plastifiants augmentent les forces de répulsions électrostatique ou stérique entre elles, ce qui induit moins de contact entre ces particules et donc un meilleur écoulement du matériau frais.

## Effets sur le béton frais
Les plastifiants permettent d’augmenter la maniabilité du béton frais, ce qui lui permet d'être mis en place plus facilement. Ils réduisent aussi sa ségrégation.

## Effets sur le béton durci
La réduction de la capillarité (des vides internes) du matériau béton implique la diminution de sa perméabilité, l'augmentation de sa résistance mécanique (résistance exprimée en mégapascals (MPa)) et l'augmentation de sa durabilité.

## Utilisations
Les plastifiants sont utilisés pour fabriquer du béton routier, du béton projeté et des coulis ou des mortiers injectés.